# Lukrécia
Lukrécia est un prénom hongrois féminin.

## Étymologie
Un prénom très rare dans les années 1990 et ne faisant pas partie des 100 prénoms féminins les plus utilisés dans les années 2000,.

## Personnalités portant ce prénom
- Pour l'ensemble des articles sur les personnes portant ce prénom, consulter :
  - la liste des articles dont le titre commence par ce prénom
  - les listes produites par Wikidata : Liste des personnes de prénom « Lukrécia » — même liste en incluant les éventuels prénoms composés qui contiennent « Lukrécia ».